# Nuits-Saint-Georges
Nuits-Saint-Georges és un municipi francès, situat al departament de la Costa d'Or i a la regió de Borgonya - Franc Comtat. L'any 2007 tenia 5.414 habitants.

## Demografia

### Població
El 2007 la població de fet de Nuits-Saint-Georges era de 5.414 persones. Hi havia 2.411 famílies, de les quals 874 eren unipersonals (365 homes vivint sols i 509 dones vivint soles), 726 parelles sense fills, 586 parelles amb fills i 225 famílies monoparentals amb fills.
La població ha evolucionat segons el següent gràfic:
Habitants censats

### Habitatges
El 2007 hi havia 2.693 habitatges, 2.435 eren l'habitatge principal de la família, 57 eren segones residències i 200 estaven desocupats. 1.511 eren cases i 1.173 eren apartaments. Dels 2.435 habitatges principals, 1.315 estaven ocupats pels seus propietaris, 1.053 estaven llogats i ocupats pels llogaters i 67 estaven cedits a títol gratuït; 101 tenien una cambra, 320 en tenien dues, 492 en tenien tres, 660 en tenien quatre i 862 en tenien cinc o més. 1.509 habitatges disposaven pel capbaix d'una plaça de pàrquing. A 1.243 habitatges hi havia un automòbil i a 780 n'hi havia dos o més.

### Piràmide de població
La piràmide de població per edats i sexe el 2009 era:
| Homes | Edats   | Dones |
| ----- | ------- | ----- |
| 4     | 95 o +  | 12    |
| 20    | 90 a 94 | 52    |
| 32    | 85 a 89 | 104   |
| 32    | 80 a 84 | 60    |
| 72    | 75 a 79 | 128   |
| 120   | 70 a 74 | 124   |
| 124   | 65 a 69 | 140   |
| 128   | 60 a 64 | 168   |
| 152   | 55 a 59 | 140   |
| 156   | 50 a 54 | 172   |
| 168   | 45 a 49 | 208   |
| 212   | 40 a 44 | 212   |
| 204   | 35 a 39 | 232   |
| 148   | 30 a 34 | 140   |
| 260   | 25 a 29 | 224   |
| 160   | 20 a 24 | 140   |
| 200   | 15 a 19 | 188   |
| 204   | 10 a 14 | 172   |
| 148   | 5 a 9   | 156   |
| 136   | 0 a 4   | 112   |

## Economia
El 2007 la població en edat de treballar era de 3.431 persones, 2.639 eren actives i 792 eren inactives. De les 2.639 persones actives 2.382 estaven ocupades (1.239 homes i 1.143 dones) i 257 estaven aturades (128 homes i 129 dones). De les 792 persones inactives 303 estaven jubilades, 264 estaven estudiant i 225 estaven classificades com a «altres inactius».

### Ingressos
El 2009 a Nuits-Saint-Georges hi havia 2.520 unitats fiscals que integraven 5.560 persones, la mediana anual d'ingressos fiscals per persona era de 18.461 €.

### Activitats econòmiques
Dels 499 establiments que hi havia el 2007, 12 eren d'empreses extractives, 16 d'empreses alimentàries, 20 d'empreses de fabricació d'altres productes industrials, 33 d'empreses de construcció, 142 d'empreses de comerç i reparació d'automòbils, 16 d'empreses de transport, 30 d'empreses d'hostatgeria i restauració, 4 d'empreses d'informació i comunicació, 52 d'empreses financeres, 37 d'empreses immobiliàries, 57 d'empreses de serveis, 56 d'entitats de l'administració pública i 24 d'empreses classificades com a «altres activitats de serveis».
Dels 103 establiments de servei als particulars que hi havia el 2009, 1 era una oficina d'administració d'Hisenda pública, 1 gendarmeria, 1 oficina de correu, 10 oficines bancàries, 3 funeràries, 7 tallers de reparació d'automòbils i de material agrícola, 2 tallers d'inspecció tècnica de vehicles, 2 autoescoles, 7 paletes, 4 guixaires pintors, 4 fusteries, 8 lampisteries, 5 electricistes, 2 empreses de construcció, 8 perruqueries, 3 veterinaris, 3 agències de treball temporal, 19 restaurants, 7 agències immobiliàries, 1 tintoreria i 5 salons de bellesa.
Dels 36 establiments comercials que hi havia el 2009, 3 eren supermercats, 1 una botiga de més de 120 m², 6 fleques, 1 una fleca, 3 llibreries, 9 botigues de roba, 1 una botiga de roba, 2 sabateries, 1 una botiga de mobles, 3 drogueries, 1 una perfumeria i 5 floristeries.
L'any 2000 a Nuits-Saint-Georges hi havia 75 explotacions agrícoles que ocupaven un total de 882 hectàrees.

## Equipaments sanitaris i escolars
El 2009 hi havia 1 hospital de tractaments de curta durada, 4 farmàcies i 2 ambulàncies.
El 2009 hi havia 2 escoles maternals i 3 escoles elementals. Nuits-Saint-Georges disposava d'un col·legi d'educació secundària amb 660 alumnes.

## Poblacions més properes
El següent diagrama mostra les poblacions més properes.